# Textwissenschaft
Als Textwissenschaft kann ganz allgemein jede spezielle Wissenschaft verstanden werden, zu deren Untersuchungsgegenständen Texte gehören. 
Das wären vor allem: Linguistik, Literaturwissenschaft, Rechtswissenschaft, Rhetorik, Stilistik, Theologie etc. Jede dieser Wissenschaften interessiert sich für Texte unter besonderen Gesichtspunkten. Die Linguistik etwa untersucht, speziell als Textlinguistik, die Eigenschaften, die eine Wort- oder Satzfolge „zusammenhalten“ und als eine grammatische Einheit – im Gegensatz etwa zu einer Collage von Wörtern oder Sätzen – erscheinen lassen. 
Die Literaturwissenschaft wiederum interessiert sich u. a. für die ästhetischen Qualitäten oder auch die ursprüngliche Form (Textgenese) von Texten.
In einem besonderen Verständnis meint Textwissenschaft einen Vorschlag, die an Texten interessierten Wissenschaften zu einer gemeinsamen Wissenschaftsdisziplin zu vereinen, in der die unterschiedlichen Interessen zusammengeführt werden (Bußmann). So hat Teun van Dijk einen integrativen Ansatz des Textverstehens aus einzelwissenschaftlichen Quellen entwickelt, wobei der Akzent auf den Prozess einer parallelen Rezeption der verschiedenen Textstrukturen gelegt wird.